# Тельо, Андрес
Андре́с Фели́пе Те́льо Му́ньос (исп. Andrés Felipe Tello Muñoz; род. 6 сентября 1996 года, Медельин, Колумбия) — колумбийский футболист, полузащитник клуба «Беневенто».

## Клубная карьера
Тельо — воспитанник клуба «Энвигадо». 14 апреля 2014 года в матче против «Депортиво Кали» он дебютировал в Кубке Мустанга. 9 ноября в поединке против «Альянса Петролера» Андрес забил свой первый гол за «Энвигадо». В начале 2015 года Тельо перешёл в итальянский «Ювентус», где полгода выступал за молодёжную команду. Он попал в заявку «старой синьоры» на Суперкубок Италии и хоть на поле не вышел, но стал обладателем трофея.
Летом того же года для получения игровой практики Тельо на правах аренды присоединился к «Кальяри». 11 октября в матче против «Чезены» он дебютировал в итальянской Серии B, заменив во втором тайме Диего Фариаса. 9 декабря в поединке против «Виртус Ланчано» Андрес забил свой первый гол за «Кальяри». По итогам сезона он помог команде выйти в элиту.
Летом 2016 года Тельо на правах аренды перешёл в «Эмполи». 21 августа в матче против «Сампдории» он дебютировал за новую команду. Летом 2017 года Андрес на правах аренды присоединился к «Бари». 28 августа в матче против «Чезены» он дебютировал за новую команду. 3 сентября в поединке против «Эмполи» Тельо забил свой первый гол за «Бари».
Летом 2018 года Тельо перешёл в «Беневенто». Сумма трансфера составила 3 млн. евро. 27 августа в матче против «Лечче» он дебютировал за новую команду.

## Международная карьера
В 2013 году в составе юношеской сборной Колумбии Тельо принял участие в юношеском чемпионате Южной Америки в Аргентине. На турнире он сыграл в матчах против команд Аргентины и Парагвая.
В 2015 году в составе молодёжной сборной Колумбии Тельо занял второе место на молодёжном чемпионате Южной Америки в Уругвае. На турнире он принял участие в матчах против команд Чили, Перу, Парагвая, Аргентины и дважды Уругвая и Бразилии.
Летом того же года Андрес принял участие в молодёжном чемпионате мира в Новой Зеландии. На турнире он сыграл в матчах против сборных Катара, Португалии, Сенегала и США.

## Достижения
Командные
 «Ювентус»
- Обладатель Суперкубка Италии — 2015

Международные
 Колумбия (до 20)
- Чемпионат Южной Америки по футболу среди молодёжных команд — 2015